# Eutelia apithana
Eutelia apithana är en fjärilsart som beskrevs av Dyar 1914. Eutelia apithana ingår i släktet Eutelia och familjen nattflyn. Inga underarter finns listade i Catalogue of Life.